# Al-Akhdar SC Al Bayda
L'Al-Akhdar SC Al Bayda (àrab: النادي الأخضر الرياضي الثقافي, an-Nādī al-Aẖdar ar-Riyāḍī aṯ-Ṯaqāfī, ‘Club Esportiu i Cultural Verd') és un club de futbol libi de la ciutat d'Al Bayda. Al-Akhdar significa ‘Verd'.

## Història
Va ser fundat l'any 1954. Disputà la primera divisió líbia fins a la temporada 2007/08, en què perdé la categoria.

## Palmarès
- Copa líbia de futbol:[1]
  - Finalista : 1976, 2005, 2007
- Supercopa líbia de futbol:
  - Finalista : 2005, 2007